# Walter Friedländer
Walter Ferdinand Friedlaender (Glogau, 10 de março de 1873 – Nova Iorque, 8 de setembro de 1966) foi um professor, historiador e crítico de arte alemão.

## Biografia
Foi aluno de Heinrich Wölfflin e professor de Erwin Panofsky. Deu aulas na Universidade de Freiburg e no Instituto de Belas Artes de Nova Iorque. Foi um dos primeiros críticos a reabilitar o Maneirismo, quando esse estilo era visto como uma forma decadente do Renascimento. Entre seus escritos estão Caravaggio Studies (1955) e Mannerism and Anti-mannerism in Italian Painting (1957/1965).

## Obras
- Drawings of Nicolas Poussin. 3 Bände, 1939–55.
- com Anthony Blunt: Drawings of Nicolas Poussin. Catalogue Raisonne. Bd. 5 (Studies of the Warburg Institute), London 1974, ISBN 978-0-85481-048-2.
- David to Delacroix. Harvard University Press, Cambridge, Mass. 1952.
- Caravaggio Studies, 1955.
- Mannerism and Anti-Mannerism in Italian Painting (Interpretations in Art). Columbia University Press, New York 1957. Nachdruck 1990, ISBN 978-0-231-02024-4.
- Römische Barock-Brunnen. E. A. Seemann, Leipzig 1922 (Bibliothek der Kunstgeschichte 32)

## Obras em inglês
- David to Delacroix, 1952
- Caravaggio Studies, 1955
- Mannerism and Anti-mannerism in Italian Painting 1957
- Poussin. The Library of Great Painters. 1964. Harry N. Abrams, Inc., Publishers. New York, N.Y. 204 pp.